# Geokompozycja
Geokompozycja – każda techniczno-estetyczna kompozycja celowo dobranych i właściwie uporządkowanych elementów graficznych, dźwiękowych i tekstowych, jako zmiennych komponentów samoistnych lub współwystępujących ze sobą w różnych konfiguracjach z możliwymi funkcjami interaktywnego modyfikowania treści, a informujących o obiektach, procesach oraz zjawiskach społeczno-przyrodniczych zachodzących w geosferze.

## Kryteria klasyfikacji geokompozycji
1. Forma zapisu (rysunek, plan, mapa, animacja, film, muzyka)
2. Postać zapisu (analogowa, cyfrowa, mieszana)
3. Format (0, 1, 2, 3, 4 -wymiarowy)
4. Stopień złożoności (prosta, złożona -kompozycja)
5. Skala (wielko, średnio, mało, mieszane)
6. Przeznaczenie (naukowe, informacyjne, prasowe, dekoracyjne, nieokreślone)
7. Liczba elementów (jeden, kilka, wiele)
8. Układ elementów (symetryczny, asymetryczny, centralny, rzędowy, nieokreślony)
9. Powtarzalność (jednokrotna, kilkukrotna, wielokrotna)
10. Stan aktualności (historyczna, aktualna, prognostyczna)
11. Treść (pejzażowa, glebowa, społeczno-ekonomiczna, społeczno-polityczna)
12. Obszar (lokalny, regionalny, globalny, kontynentalny)
13. Barwa (jedno, wielo, mieszana)
14. Pochodzenie źródeł danych (monogenetyczne, poligenetyczne, mieszane)
15. Wielkość (czas trwania, mikrogeokompozycja, makrogeokompozycja)

## Rodzaje geokompozycji
- ikoniczna (Gi)
- foniczna (Gf)
- ikoniczno-foniczna (Gif)

## Klasyfikacja geokompozycji jako ujęć wideokompozycji
- Postać (analogowa, mieszana, cyfrowa)
- Wersja (statyczna lub dynamiczna)
- Forma (graficzna – jako nadrzędna; tekstowa – jako pośrednia i dźwiękowa)

Geokompozycja w znaczeniu szczegółowym utożsamiana jest najczęściej z geograficznymi ujęciami jednorodnymi typu mapa, plan, rysunek, film, zdjęcie, fakt.